# Porosaari (ö i Finland, Lappland, Rovaniemi)
Porosaari är en ö i Finland. Den ligger i sjön Simojärvi och i kommunen Ranua i den ekonomiska regionen  Rovaniemi ekonomiska region  och landskapet Lappland, i den norra delen av landet, 700 km norr om huvudstaden Helsingfors. Öns area är 4,61 kvadratkilometer och dess största längd är 5 kilometer i sydöst-nordvästlig riktning.